# 삼국지 인물 목록
삼국지 인물 목록은 역사서인 진수(陳壽)의 《삼국지(三國志)》, 나관중(羅貫中)의 소설 《삼국지통속연의(三國志通俗演義)》 및 각종 삼국지 외전 등에 등장하는 인물의 목록이다.

## 참고 사항
- 여성 인물인 경우, 옆에 부가내용으로 그들의 부친이나 부군 · 자식을 기재하여 검색을 용이하게 하였다.
- 동명 이인인 경우 자와 국가 · 지역 등을 표기하였다.

바로가기:
가 나
다 라
마 바
사 아
자 차
카 타
파 하

## ㄱ
- 가규 양도
- 가룡
- 가범
- 가보
- 가비능
- 가신
- 가충 공려
- 가화
- 가후 문화
- 간옹 헌화
- 간휴
- 갈옹
- 감녕(감영) 흥패
- 감례(甘醴)
- 감씨(소열황후) - 유비의 부인, 유선의 모친
- 감택 덕윤
- 갑훈(개훈) 원고
- 강경
- 강서 백섭
- 강승회
- 강유 백약
- 거목(渠穆) - 상방감(尙方監). 하진을 직접적으로 참한 인물.
- 건석
- 견초 자경
- 견홍
- 경기 계행
- 경무 문위
- 경포
- 계옹
- 고간 원재
- 고담 자묵
- 고당융(고당륭) 승평
- 고대 공문
- 고람
- 고번(高蕃) - 원상의 위군태수. 황하 주변 물길을 차단하려 했으나 이전과 정욱으로 인해 실패하였다.
- 고상
- 고소 효칙
- 고순
- 고승(高昇)
- 고승(顧承) 자직
- 고아(高雅) - 여포의 장수. 연주 공방전 때 수창현(須昌縣)에서 우금에게 격파당했다.
- 고옹 원탄
- 고유 문혜
- 고정(고정원)
- 고패
- 곡리
- 공경
- 공기
- 공도
- 공손강
- 공손공
- 공손기
- 공손독
- 공손범
- 공손속
- 공손수
- 공손연 문의
- 공손월
- 공손찬 백규
- 공손탁(공손도) 승제
- 공손황
- 공수
- 공순(孔順) - 원담의 심복. 아첨하는 소인배였다.
- 공욱 세원
- 공융 문거
- 공주 공서
- 공지
- 과정
- 곽가 봉효
- 곽경도
- 곽공
- 곽도 공칙
- 곽독
- 곽마
- 곽여왕(문덕황후, 곽황후) - 곽영의 딸, 조비의 부인
- 곽사(곽범)
- 곽상
- 곽순
- 곽승
- 곽씨(명원황후, 곽황후) - 조예의 부인
- 곽영
- 곽원
- 곽유지 연장
- 곽익(곽과) 소선
- 곽전 군업
- 곽조
- 곽준 중막
- 곽혁 백익
- 곽회 백제
- 곽흔(郭昕) - 공손연의 장사(長史). 곽흔 등 789명은 조예에게 이해를 구하는 연명 상소를 올렸다.
- 관구검 중공
- 관구수
- 관구전 자방
- 관구종 자인
- 관구중
- 관구흥
- 관녕(관영) 유안
- 관녕
- 관로 공명
- 관봉
- 관색
- 관승
- 관옹
- 관우 운장(장생)
- 관이
- 관정(關靖) 사기
- 관정(關定)
- 관평
- 관통(管統)
- 관통(關統)
- 관해
- 관흥 안국
- 괴량 자유
- 괴월 이도
- 교모 원위
- 교유(교수)
- 교현 공조
- 구건
- 구력거(구역거)
- 구본
- 구성
- 구안(苟安)
- 구안(句安)
- 구연
- 국연(國淵) 자니
- 국연(麴演)
- 국영
- 국의
- 규람
- 극검
- 극려
- 극정(각정) 영선
- 근상
- 글염 자휴
- 금환삼결
- 기령
- 길막 문연
- 길목 사연
- 길무 숙창
- 길태(길평, 길비, 길본) 칭평
- 김상 원휴
- 김선 원기
- 김위 덕위

## ㄴ
- 나헌 영칙
- 낙통 공서
- 남화노선
- 내민 경달
- 냉포
- 노규
- 노번
- 노초'
- 노손
- 노숙(魯肅) 자경
- 노숙(魯淑)
- 노식 자간
- 노욱
- 노육 자가
- 노지 자도
- 노흠 자약
- 녹반
- 뇌공(뇌충)
- 뇌동
- 뇌박
- 뇌서(雷緖)
- 뇌서(雷敍, 雷敘)
- 누규 자백
- 누반
- 누발
- 누이
- 누현 승선
- 능렬
- 능봉
- 능조
- 능통 공적

## ㄷ
- 단규
- 단외 충명
- 담웅
- 답돈
- 당균
- 당빈 유종
- 당자
- 당주
- 대교 - 손책의 부인
- 대래동주
- 대릉
- 대운
- 도겸 공조
- 도구홍 자림
- 도상
- 도응
- 도준
- 도황 세영
- 독발수기능
- 동군아 - 동탁의 아버지
- 동궐 공습
- 동귀비 - 유협(헌제)의 부인, 동승의 딸
- 동도나(동다나)
- 동민 숙영
- 동백 - 동탁의 손녀
- 동부 무안
- 동소 공인
- 동습 원대
- 동승
- 동심
- 동윤 휴소
- 동조
- 동초
- 동탁(董擢) 맹고 - 동탁의 형이며 요절했다.
- 동탁(董卓) 중영
- 동태후 - 유굉(영제)의 모친
- 동형
- 동화 유재
- 동황
- 동희
- 두경 백유
- 두기 공량
- 두기 백후
- 두미 국보
- 두서 무백
- 두습 자서
- 두예(杜預) 원개
- 두예(杜叡)
- 두원
- 두장(杜長) - 흑산적 장연의 장수. 공손찬을 도와 원소와 싸웠으나 패하였다.
- 등룡
- 등무
- 등방 공산
- 등수 현선
- 등승
- 등애 사재
- 등양 현무
- 등윤 승사
- 등정
- 등지 백묘
- 등충
- 등현
- 등황

## ㅁ
- 마균 덕형
- 마대
- 마등 수성
- 마량 계상
- 마속 유상
- 마막
- 마승
- 마연
- 마요희 - 마초의 딸, 유리의 부인
- 마완
- 마운록 - 마등의 딸, 조운의 부인
- 마원의
- 마원지 - 마원의의 이복 남동생
- 마일제
- 마준
- 마철
- 마초 맹기
- 마추
- 마충(호독) 덕신
- 마충
- 마한
- 마훈 성형
- 마휴
- 만병 공염
- 만분 무추
- 만욱
- 만위 공형
- 만정
- 만총 백녕
- 망아장
- 맹건 공위
- 맹광 효유
- 맹달 자도(자경)
- 맹우
- 맹절
- 맹종 공무
- 맹탄
- 맹획
- 모개 효선
- 모용렬
- 목록대왕
- 목병 덕신
- 목순(穆順)
- 목순(穆順)
- 묘택
- 무안국
- 문빙 중업
- 문앙(문숙) 차건
- 문추
- 문칙
- 문호
- 문흠 중약
- 미당(미당대왕)
- 미돈(尾敦) - 유우 (후한)의 머리를 수습해 장사지냈다.
- 미방 자방
- 미부인(미씨) - 유비의 부인
- 미축 자중
- 민공
- 민순(관순) 백전

## 바
- 반거
- 반림
- 반봉
- 반수
- 반은
- 반장 문규
- 반준 승명
- 반황후
- 방굉 거사
- 방덕 영명
- 방덕공 향장(또는 '자어')
- 방림
- 방열
- 방의
- 방통 사원
- 방회
- 방희(방의)
- 배경
- 배수 계언
- 배서
- 배원소
- 배잠 문행
- 배흠
- 배현
- 번건 장원
- 번능
- 번씨 - 조범의 형수
- 번조
- 범강
- 범방(范方) - 공손찬의 종사(從事). 유대에게 파견되어 포섭을 시도했으나 거절당하였다.
- 범성
- 범억
- 법정 효직
- 변씨(무선황후, 변부인) - 조조의 부인, 조비·조창·조식·조웅의 모친
- 변양 문례
- 변장 (변윤)
- 변희
- 병원 근구
- 보도근
- 보부인 (보연사)
- 보정
- 보즐(보질) 자산
- 보천 중사
- 보협
- 복양흥 자원
- 복완
- 복수(복황후) - 복완의 딸, 유협(헌제)의 부인
- 복호적아
- 봉기 원도
- 봉서
- 부간 언재
- 부융(부동)
- 부섭 남용
- 부손 공제
- 부영
- 부첨
- 부하 난석
- 북궁백옥
- 비관 빈백
- 비시 공거
- 비연
- 비요
- 비의(비위) 문위

## 사
- 사간
- 사견
- 사광
- 사마가
- 사마랑 백달
- 사마륜 자이
- 사마망 자초
- 사마부 숙달
- 사마사 자원
- 사마소 자상
- 사마염 안세
- 사마유 대유
- 사마의 중달
- 사마주 자장
- 사마준 자장
- 사마지 자화
- 사마휘 덕조
- 사무
- 사번
- 사섭 위언
- 사손서 군영(군책)
- 사송
- 사승 위평
- 사웅
- 사원 문웅
- 사유
- 사의관
- 사인(부사인) 군의
- 사일
- 사자묘(史子眇) - 무당으로서 후한 소제 (13대)를 키웠다.
- 사적
- 사정
- 사지
- 사찬
- 사환 공유
- 사휘
- 상거
- 상관옹
- 상광
- 상랑(향랑) 거달
- 상림 백괴
- 상산초옹
- 상조
- 상총(향총)
- 상홍
- 서곤
- 서막 경산
- 서서(단복, 선복) 원직
- 서선 보견
- 서소 중응
- 서성 문향
- 서씨 - 손익의 부인
- 서영
- 서질
- 서황 공명
- 서훈
- 석도 광원
- 석포 중용
- 선경(단경)
- 선우단(순우단)
- 선자춘
- 설교
- 설란
- 설례
- 설영(薛永) 무장
- 설영(薛瑩) 도언
- 설제(薛悌) 효위
- 설제(薛齊) 이보
- 설종 경문
- 설칙
- 설후
- 성공영
- 성렴
- 성만
- 성의
- 성하
- 성헌 효장
- 소교 - 주유의 부인
- 소과
- 소비(蘇飛)
- 소비(蘇非) - 형주에서 관우와 합심해 악진에 대항하다가 패주하였다.
- 소쌍
- 소월
- 소옹
- 소유
- 소제 원백
- 손강 성대
- 손건 공우
- 손견 문대
- 손경
- 손관 중대
- 손교 숙랑
- 손광 계좌
- 손권 중모
- 손기
- 손노반 - 손권의 딸, 전역, 전오의 어머니
- 손노육 - 손권의 딸, 주황후의 어머니
- 손등 자고
- 손랑 조안
- 손량 자명
- 손려 자지
- 손례 덕달
- 손린 공달
- 송백
- 손보 국의
- 손분(孫賁) 백양
- 손분(孫奮) 자양
- 손소(孫韶) 공례
- 손소(孫邵) 장서
- 손소(孫紹)
- 손수
- 손술
- 손씨(손인) - 손견의 딸, 유비의 부인
- 손영
- 손유 중이
- 손이
- 손익 숙필
- 손자 언룡
- 손정 유대
- 손종
- 손준 자원
- 손진
- 손책 백부
- 손침 자통
- 손패 자위
- 손하(孫河) 백해
- 손하(孫夏, 손중)
- 손향
- 손해(孫楷)
- 손해(孫該)
- 손호 원종
- 손화 자효
- 손환(孫奐) 계명
- 손환(孫桓) 숙무
- 손휴 자열
- 손흠
- 송건
- 송겸
- 송과 중문(중을)
- 송금생
- 송충
- 송헌
- 수고(휴고) 백토
- 수원진(휴원진)
- 숙서
- 순개 무백
- 순검 백자
- 순곤 중자
- 순굉 중무
- 순구
- 순기 백기
- 순도 자광
- 순상 자명
- 순숙 경자
- 순심 우약
- 순연 휴약
- 순열 중예
- 순왕 맹자
- 순우경 중간
- 순우도
- 순욱(荀彧) 문약
- 순욱(荀勗) 공증
- 순운
- 순유 공달
- 순음
- 순의 경천
- 순전 유자
- 순정 숙자
- 순정(荀正)
- 순표
- 습수(習授) - 누규가 망언한 것을 고발하였다.
- 습정 문상
- 습진
- 시삭
- 신명
- 신비 좌치
- 신의
- 신창 태옹
- 신탐 의거
- 신평 중치
- 신헌영 - 신비의 딸
- 심미
- 심배 정남
- 심영(審榮)
- 심영(沈瑩)

## 아
- 아단
- 아하
- 아하소과
- 아회남
- 악진 문겸
- 악취
- 악침
- 악하당(樂何當) - 상인. 공손찬과 의형제를 맺었다.
- 악환
- 안량
- 안명
- 양강
- 양건
- 양관
- 양기(楊琦)
- 양기(楊曁)
- 양려 위방
- 양령
- 양릉
- 양밀
- 양백
- 양봉(楊奉)
- 양봉(楊鋒)
- 양부 의산
- 양서
- 양송
- 양수(楊脩) 덕조
- 양수(羊琇) - 촉한 멸망전에 참가한 낭중(郎中). 종회의 난 때는 종회에 반발한 공으로 관내후를 수여받았다.
- 양습 자우
- 양앙
- 양옹
- 양의(楊儀) 위공
- 양의(陽儀) - 공손도의 측근 관원. 공손도가 왕이 될 뜻을 내보였다.
- 양임
- 양제 문통
- 양정 정수
- 양조(楊祚)
- 양조(楊肇)
- 양준 계재
- 양추(楊醜)
- 양추(楊秋)
- 양축
- 양표 문선
- 양호 숙자
- 양홍(楊弘, 양대장)
- 양홍(楊洪) 계휴
- 양회
- 양휘유(경헌황후) - 사마사의 후처
- 양흔
- 양흥
- 엄강(유강)
- 엄백호
- 엄안
- 엄여
- 엄정
- 엄준 만재
- 여개 계평
- 여거 세의
- 여건 자각
- 여공(여개)
- 여광
- 여대 정공
- 여몽 자명
- 여범 자형
- 여상(呂翔, 고상)
- 여상(呂常)
- 여상(呂常) - 여예의 아버지. 유언을 따라 익주로 들어갔다가 길이 끊겨 돌아오지 못했다.
- 여예(여의) 계양
- 여위황
- 여포 봉선
- 연
- 염상
- 염온 백검
- 염우 문평
- 염유
- 염포
- 염행(염염) 언명
- 영수
- 영포
- 영호소 공숙
- 영호우 공치
- 예형 정평
- 오강
- 오거(오신)
- 오경(吳景)
- 오경(伍瓊) 덕유
- 오광
- 오국태
- 오돈
- 오란
- 오반 원웅
- 오부 덕유
- 오석
- 오습
- 목황후(목황후, 소열목황후, 오씨, 오부인) - 유모·유비의 부인
- 오압옥
- 오언 사칙
- 오연
- 오의(오일) 자원
- 오자란
- 오질 계중
- 오찬 공휴
- 오환촉
- 온회 만기
- 올돌골
- 옹개
- 완우 원유
- 왕건
- 왕경 언위
- 왕관 위대
- 왕관
- 왕광 공절
- 왕굉 장문
- 왕국
- 왕기(王頎) 공석
- 왕기(王基) 백여
- 왕당(王當) - 흑산적의 소두목 중 한 명.
- 왕덕미
- 왕도
- 왕돈
- 왕랑 경흥
- 왕루(왕누)
- 왕릉(왕능) 언운
- 왕마
- 왕문
- 왕미인
- 왕반
- 왕보 국산
- 왕분
- 왕상(王詳) 휴징
- 왕상(王象) 희백
- 왕소
- 왕수 숙치
- 왕숙 자옹
- 왕식
- 왕쌍(왕상)
- 왕업
- 왕예 통요
- 왕웅 원백
- 왕원희(문명황후) - 사마소의 아내
- 왕위
- 왕윤 자사
- 왕융 준충
- 왕이
- 왕자법
- 왕자복
- 왕준 사치
- 왕진
- 왕찬(王粲) 중선
- 왕찬(王贊)
- 왕창 문서
- 왕충
- 왕평(하평) 자균
- 왕항
- 왕해
- 왕혼(王渾) 장원
- 왕혼(王渾) 현충
- 왕후
- 왕흑
- 요공
- 요립 공연
- 요화 원검
- 우금(于禁) 문칙
- 우금(牛金)
- 우길
- 우독
- 우미
- 우번 중상
- 우보
- 우사 세흥
- 우송
- 우수
- 우전
- 운영
- 원강(범강)
- 원굉 하보
- 원기
- 원담 현사
- 원만래
- 원매
- 원봉 주양
- 원비 영녕
- 원사(袁嗣) - 원술의 진국상. 196년에 조조에게 항복하였다.
- 원상 현보
- 원서
- 원성 문개
- 원소 본초
- 원술 공로
- 원외 차양
- 원요
- 원원장(袁元長) - 원춘경의 아버지. 양주에 있다가 하북 쟁탈전 때 조조의 초빙에 응하였다.
- 원유 백업
- 원윤
- 원의달(袁懿達) - 원외의 아들.
- 원인달(袁仁達) - 원외의 아들.
- 원춘경(袁春卿) - 원소의 동족으로 위군태수를 맡았다. 그 아버지는 조조의 초빙에 응했다. 동소가 이에 착안하여 회유하는 편지를 보냈다.
- 원충 정보
- 원평
- 원하 원복
- 원환 요경
- 원휘
- 원희 현옹(현혁)
- 월길
- 위강 원장
- 위고
- 위관 백옥
- 위기(위개) 백유
- 위막
- 위소(위요) 홍사
- 위속
- 위연(衛演)
- 위연(魏延) 문장
- 위월
- 위유
- 위자(위홍) 자허
- 위정 자기
- 위진 공진
- 위탄
- 위풍 자경
- 유공자
- 유괴
- 유굉(영제)
- 유기(劉琦)
- 유기(劉基) 경여
- 유달
- 유대(劉岱) 공산 - 연주자사
- 유대(劉岱) 공산 - 사공장사
- 유략
- 유리 봉효
- 유모
- 유민
- 유반
- 유방 자기
- 유범
- 유벽
- 유변(소제)
- 유복 원영
- 유봉
- 유비 현덕
- 유선(劉禪) 공사
- 유선(劉璿) 문형
- 유섭
- 유소 공재
- 유순(劉循)
- 유순(劉詢)
- 유승
- 유심
- 유씨 - 원소의 부인, 원상의 모친
- 유안
- 유언 군랑
- 유연
- 유염 위석
- 유엽 자양
- 유영 공수
- 유오 중녕
- 유요(劉繇) 정례
- 유요(劉瑤) - 유비의 아들인 유선의 차남
- 유우 백안
- 유원
- 유원기
- 유위
- 유위
- 유위대(劉緯臺) - 점쟁이. 공손찬과 의형제를 맺었다.
- 유윤
- 유의 중웅
- 유의손
- 유이 공사
- 유자양
- 유자혜
- 유장 계옥
- 유정 공간
- 유종
- 유준
- 유집
- 유찬(劉瓚)
- 유찬(留贊) 정명
- 유찬(劉纂)
- 유찬(兪贊) - 오나라 소속 영도독(營都督). 서릉 전투 때 양조에게 귀순해 기밀을 넘겼지만 육항이 대비하고 있었다.
- 유도(유탁)
- 유탄
- 유파 자초
- 유평(留平)
- 유평(劉平) - 평원상 유비를 싫어하여 자신의 문객을 보내 암살하려했는데 문객이 도중에 관두었다.
- 유포(유보)
- 유표(劉表) 경승
- 유표(劉豹)(좌현왕)
- 유필
- 유헌
- 유현
- 유하(劉夏)
- 유하(劉何) - 여포의 장수. 연주 공방전 때 구양현(句陽縣)을 방어하다가 조인에게 붙잡혔다.
- 유합
- 유해
- 유협(헌제) 백화
- 유화
- 유회
- 유훈(劉勳)
- 유훈(劉勳) 자대
- 육강 계녕
- 육개 경풍
- 육경 사인
- 육기 사형
- 육모 자장
- 육손 백언
- 육안
- 육연
- 육운 사룡
- 육윤 경종
- 육적 공기
- 육준
- 육항 유절
- 육현
- 윤대목
- 윤례
- 윤묵 사잠
- 윤봉 차증
- 윤상
- 윤직
- 윤해
- 율성(율반)
- 은례
- 음기
- 응소 중원
- 응순 계유
- 응정 길보
- 응창 덕련
- 이각 치연
- 이권 백예
- 이감
- 이구
- 이규
- 이락
- 이력(李歷) - 한복의 치중. 기주 양도를 반대하였다.
- 이리(이별)
- 이립 건현
- 이몽
- 이문후
- 이밀
- 이보
- 이복 손덕
- 이봉
- 이부 자헌
- 이붕
- 이섬
- 이숙
- 이숭
- 이승 공소
- 이엄(이평) 정방
- 이업(李業) - 원술의 모신. 하기가 원술을 피할 때 이업에게 말을 남겼다.
- 이연
- 이유 문우
- 이의
- 이이
- 이이자(李移子) - 비단 장수. 공손찬과 의형제를 맺었다.
- 이적 기백
- 이전 만성
- 이추(李鄒) - 여포의 장수. 여포 토벌전 때 서황에게 투항하였다.
- 이춘향
- 이통 문달
- 이풍(李豊)
- 이풍(李豊) 안국
- 이풍(李豊)
- 이호
- 이회 덕앙
- 이휴 자랑
- 이흠(이소)

## 자
- 잠벽
- 잠위
- 잠혼
- 장각
- 장간 자익
- 장개
- 장검 원절
- 장굉 자강
- 장구
- 장균
- 장기(蔣奇)
- 장기(張旣) 덕용
- 장노(萇奴) - 원술의 장수. 조홍을 막았다.
- 장남(張南)
- 장남(張南) 문진
- 장도(張導) 경명
- 장도(張韜)
- 장량(장양)
- 장로(장노) 공기
- 장료 문원
- 장막 맹탁
- 장만성
- 장명
- 장무(張茂) 언림
- 장무(張武)
- 장미
- 장민
- 장반
- 장범 공의
- 장보(張寶)
- 장보(張普)
- 장비(장삼) 익덕
- 장빈
- 장상
- 장서
- 장선
- 장성
- 장세평
- 장소(張昭) 자포
- 장소(張紹)
- 장송(張松) 자교
- 장송(張松) - 공손연에 의해 현도군에 갖혀있던 손권 사절단이 반란을 모의했는데 장송이 이를 관에 고했다.
- 장수
- 장순
- 장숙
- 장승 중사
- 장씨(경애황후) - 장비의 딸, 유선의 부인
- 장씨(장황후) - 장비의 딸, 유선의 부인
- 장씨(장황후) - 장집의 딸, 조방의 부인
- 장양(張讓)
- 장양(張楊) 치숙(아숙)
- 장억(장의) 백기
- 장연(저연, 저비연, 장비연)
- 장염
- 장영
- 장예 군사
- 장온(張溫) 백신
- 장온(張溫) 혜서
- 장완 공염
- 장위 공칙
- 장윤
- 장의
- 장의거
- 장익 백공
- 장임
- 장자겸
- 장절
- 장제(張濟)
- 장제(張悌) 거선
- 장제(蔣濟) 자통
- 장준(張遵)
- 장준(張峻)
- 장준(張俊)
- 장진
- 장집(장즙) 경중
- 장창
- 장초
- 장춘화(장씨) - 사마의의 부인, 사마사·사마소의 모친
- 장특 자산
- 장패 선고
- 장포(張苞)
- 장포(張布)
- 장합 준예
- 장현
- 장형(張炯) - 하내군 사람. 197년, 원술에게 부명(符命)을 알렸다.
- 장호(張虎)
- 장호(張虎)
- 장홍
- 장화 무선
- 장횡
- 장훈
- 장휴 숙사
- 장흠 공혁
- 저곡
- 저수
- 저종
- 저준
- 적원
- 전기
- 전단
- 전만
- 전서
- 전상 자진
- 전속
- 전역
- 전오
- 전예 국양
- 전위
- 전의
- 전종 자황
- 전주 자태
- 전풍 원호
- 전해(전개)
- 전혜해(전황후) - 전상의 딸, 손량의 부인
- 정광
- 정궁(정관)
- 정기 계연
- 정륜
- 정무(程武)
- 정무(鄭袤) 임숙
- 정문
- 정밀 언정
- 정병 덕추
- 정보 덕모
- 정봉(丁奉) 승연
- 정봉(丁封)
- 정서
- 정욱(정립) 중덕
- 정원 건양
- 정원지
- 정은
- 정의 정례
- 정충 문화
- 정탁(정도)
- 정태 공업
- 정현 강성
- 정혼 문공
- 정환
- 제갈각 원손
- 제갈경
- 제갈교 백송(중신)
- 제갈규 자공
- 제갈균
- 제갈근 자유
- 제갈량 공명
- 제갈반
- 제갈상
- 제갈서
- 제갈융 숙장
- 제갈정 중사
- 제갈첨 사원
- 제갈탄 공휴
- 제갈현
- 제주
- 조간
- 조감
- 조거
- 조경 원수
- 조경
- 조곤
- 조공(曹貢) - 조비와 장희(張姬)의 아들. 222년에 청하도왕(淸河悼王)에 봉해지고 223년에 아들 없이 죽었다.
- 조광
- 조구
- 조궐
- 조균
- 조극
- 조근
- 조기 빈경
- 조덕
- 조등 계흥
- 조랑
- 조례
- 조루
- 조림
- 조림(조임)
- 조맹(조절)
- 조모 언사
- 조무(祖茂)
- 조무(曹茂)
- 조문숙
- 조민
- 조방 난경
- 조범
- 조병
- 조부
- 조비 자환
- 조빈
- 조빈
- 조삭
- 조상(曹爽) 소백
- 조상(曹上) - 조조와 손희(孫姬)의 아들. 이른 나이에 죽었다.
- 조서(趙庶) - 여포의 장수. 여포 토벌전 때 서황에게 투항하였다.
- 조성
- 조소(조백남, 진소, 진백남)
- 조순(曹純) 자화
- 조순(曹詢)
- 조숭 거고
- 조승
- 조식 자건
- 조심
- 조안
- 조안민
- 조앙(曹昂) 자수
- 조앙(趙昂) 위장
- 조엄(趙儼) 백연
- 조엄(曹儼) - 조비와 송희(宋姬)의 아들. 222년에 광평애왕(廣平哀王)에 봉해지고 223년에 아들 없이 죽었다.
- 조연
- 조영
- 조예
- 조예 원중
- 조옥
- 조온
- 조옹
- 조우 팽조
- 조욱 원달
- 조운 자룡
- 조웅
- 조위(조영)
- 조유
- 조융(趙融)
- 조융(趙融)
- 조은
- 조인 자효
- 조일
- 조작(조조)
- 조잠
- 조전 숙무
- 조절(曹節) 한풍
- 조절(曹節) (조맹) 원위
- 조절(헌목황후) - 조조의 딸, 유협(헌제)의 부인
- 조정
- 조제
- 조조(曹操) 맹덕
- 조조(曹肇) 장사
- 조준(曹遵)
- 조준(曹峻) 자안
- 조지(棗祗)
- 조지(曹志) 윤공
- 조진 자단
- 조찬 덕사
- 조창 자문
- 조충(趙忠)
- 조충(曹沖) 창서
- 조통
- 조표(曹豹)
- 조표(曹彪)
- 조필
- 조해
- 조헌(현효황후) - 유협(헌제)의 부인, 조조의 딸
- 조현
- 조협
- 조홍(曹洪) 자렴
- 조홍(趙弘)
- 조화 - 유협(헌제)의 부인, 조조의 딸
- 조환(조황) 경명
- 조훈
- 조휘
- 조휴 문렬
- 조흡
- 조희
- 종리목 자간
- 종리비
- 종보
- 종불
- 종소
- 종승 세림
- 종신
- 종요 원상
- 종육 치숙
- 종진(鍾縉)
- 종진(鍾進)
- 종회 사계
- 좌령
- 좌승조
- 좌자 원방
- 좌함
- 좌혁
- 주거 자범
- 주교(朱喬) - 오나라의 장수. 서릉 전투 때 양조에게 투항했다.
- 주군 중직
- 주령 문박
- 주방(周魴) 자어
- 주방(朱芳)
- 주비(주필) 중원
- 주선
- 주앙
- 주연(시연) 의봉
- 주우 인명
- 주유 공근
- 주이 계문
- 주재 군업
- 주적(시적) 공서
- 주정
- 주준(주전) 공위
- 주지
- 주찬
- 주창
- 주치 군리
- 주태(周泰) 유평
- 주태(州泰)
- 주평
- 주포
- 주한(朱漢) - 원소의 도관종사(都官從事). 하내군 사람. 멋대로 한복의 집에 쳐들어가 그 아이의 다리를 부러뜨렸다. 이로 인해 원소에게 죽었다.
- 주환(주항) 휴목
- 주황후 - 주거의 딸
- 주흔 대명
- 중장통 공리
- 증선
- 자허상인
- 진건 휴연
- 진경동
- 진교 계필
- 진군 장문
- 진궁 공대
- 진규 한유
- 진기(陳紀)
- 진기(陳紀) 원방
- 진기(秦琪)
- 진단 자정
- 진도 숙지
- 진등 원룡
- 진란(진간)
- 진랑 원명
- 진량
- 진림 공장
- 진명
- 진무 자열
- 진밀(진복) 자칙(자래)
- 진백련
- 진생(진좌)
- 진손
- 진송 문표
- 진수 승조
- 진식
- 진씨(문소황후, 진후, 진황후) - 진일의 딸, 원희·조비의 부인, 조예의 모친
- 진씨(회황후, 진황후) - 진엄의 손녀, 조방의 부인
- 진온(진의)
- 진용
- 진우
- 진원
- 진응
- 진의록
- 진익(秦翊) - 원술의 부하. 건안 초, 유복에게 설득당해서 조조한테 귀순하였다.
- 진조
- 진준
- 진지 봉종
- 진진 효기
- 진초
- 진취
- 진태 현백
- 진표 문오
- 진화 원요
- 진횡
- 징숭 자화

## 차
- 차주
- 착융(삭융, 작융, 책융)
- 찬습
- 창기
- 창자 효인
- 창희
- 채모 덕규
- 채씨(채부인) - 유표의 부인, 유종의 모친
- 채양
- 채염(蔡琰) 문규
- 채염(蔡琰) 문희 - 채옹의 딸
- 채옹 백개
- 채중
- 채찬 무규
- 채화
- 채훈
- 척기(戚寄) - 원술의 부하. 건안 초, 유복에게 설득당해서 조조한테 귀순하였다.
- 철리길
- 초병
- 초선
- 초영시
- 초이
- 초주 윤남
- 초촉(오환촉)
- 최거업
- 최량
- 최림 덕유
- 최염 계규
- 최용
- 최우
- 최의
- 최주평
- 추단
- 추씨(추부인, 추옥용) - 장제의 부인
- 추정
- 축오
- 축융부인
- 충불 영백
- 충소 신보
- 충집

## 타
- 타사대왕
- 탁응
- 태사자 자의
- 태사향(태사형) 원복
- 토안(사안)

## 파
- 파재
- 팽구
- 팽규
- 팽백
- 팽안
- 팽양 영년
- 팽화
- 포도
- 포륭(포융, 포룡)
- 포삼랑
- 포소
- 포신
- 포충
- 포훈 숙업
- 풍습 휴원
- 풍칙
- 필궤 소선
- 필심
- 필유

## 하
- 하기 숙룡
- 하만
- 하묘
- 하무
- 하소
- 하순
- 하식
- 하안 평숙
- 하옹 백구
- 하의
- 하제 공묘
- 하종(하증)
- 하증 영고
- 하진 수고
- 하태후 - 유굉(영제)의 부인, 유변(소제)의 모친, 하진·하묘의 누이
- 하후걸
- 하후덕
- 하후돈 원양
- 하후란
- 하후렴(夏侯廉) - 하후돈의 동생. 열후(列侯)였다.
- 하후무 자휴
- 하후문녕
- 하후본(夏侯本) - 하후상의 질손. 하후현이 멸족된 후 정원 연간에 식읍 300호의 창릉정후(昌陵亭侯)에 봉해져 하후상의 뒤를 이었다.
- 하후상 백인
- 하후연 묘재
- 하후영녀 - 하후문녕의 딸
- 하후위 계권
- 하후유 준림
- 하후은
- 하후자강
- 하후자장
- 하후존
- 하후찬
- 하후충(夏侯充) - 하후돈의 아들로 그 뒤를 이었다.
- 하후칭
- 하후패 중권
- 하후함
- 하후헌
- 하후현 태초
- 하후형
- 하후혜 치권
- 하후화 의권
- 하후휘(경회황후)원용 - 사마사의 전처
- 학맹
- 학보 자태
- 학소 백도
- 한거자
- 한기(韓曁) 공지
- 한기(韓琪)
- 한경
- 한단순 자례
- 한당 의공
- 한덕
- 한맹
- 한복(韓馥) 문절
- 한복(韓福)
- 한섬
- 한수 (한약) 문약
- 한순
- 한숭 덕고
- 한영
- 한요
- 한윤
- 한융
- 한정
- 한종
- 한충
- 한현
- 한형 자패
- 한호 원사
- 해니
- 허공
- 허사
- 허소(許昭)
- 허소(許劭) 자장
- 허유 자원
- 허의
- 허자(영어판) 인독
- 허저 중강
- 허정 문휴
- 허탐
- 형도영
- 형정
- 혜구(惠衢) - 원술의 양주자사. 낭야국 사람
- 호거아
- 호반
- 호분 현위
- 호열 현무
- 호재
- 호제 위도
- 호주천
- 호준
- 호진 문재
- 호질 문덕
- 호충
- 호화
- 화련
- 화만 - 맹획의 딸, 관색의 부인
- 화언(華彥, 華彦) - 원담의 심복. 아첨하는 소인배였다.
- 화영
- 화웅(섭웅)
- 화타(화부) 원화
- 화핵 영선
- 화흠 자어
- 화흡 양사
- 환계 백제
- 환린
- 환발
- 환범 원칙
- 환치(桓治) - 사휘의 대장. 사휘 사후 여대와 싸웠으나 패하였다.
- 황개 공복
- 황권 공형
- 황규
- 황보견수
- 황보력
- 황보숭 의진
- 황서
- 황소
- 황숭
- 황승언
- 황역
- 황월영 - 제갈량의 부인, 제갈첨의 모친, 황승언의 딸
- 황조
- 황주
- 황충 한승
- 황호
- 후람
- 후문 문림
- 후선
- 후성
- 희지재

## 같이 보기
- 삼국지 가공인물